# Minette Walters
Minette Walters, (Bishop's Stortford, 26 september 1949)  is een Engelse misdaadschrijfster. Ze publiceerde in 1992 met The Ice House haar eerste thriller en daarop volgde ongeveer jaarlijks een nieuw boek. Hoewel ze niet met een vast hoofdpersonage werkt, blijft ze met ieder boek succes hebben.
Het ijshuis en De beeldhouwster werden reeds verfilmd door de BBC, alsook enkele van haar latere boeken.